# Steinach (Ortenau)
Steinach (pronunciación en alemán: /ˈʃtaɪ̯nax/ⓘ) es un municipio de unos 3.900 habitantes en el distrito de Ortenau en Baden-Wurtemberg, Alemania. Steinach y Welschensteinach están ubicados en uno de los valles laterales más grandes del valle del Kinzig en la Selva Negra Central, Steinach al comienzo del valle y Welschensteinach más arriba. Steinach fue mencionado por vez primera en un documento escrito del año 1139 y Welschensteinach en un documento del año 1240. En el marco de la reforma territorial en Baden-Wurtemberg Welschensteinach fue incorporado a Steinach en 1972.

## Puntos de interés en Steinach

### Águila Negro
El Águila Negro (Schwarzer Adler), una casa con fachadas entramadas del año 1716 en el centro de Steinach, es el símbolo de Steinach.

### Museo Regional
El Museo de la Localidad y de Pequeñas Destilerías (Heimat- und Kleinbrennermuseum), inaugurada en 1976, está ubicado al lado del Águila Negro.

### Iglesia de la Santa Cruz
La iglesia barroca de la Santa Cruz (Heilig Kreuz Kirche) es la única iglesia con cúpula bulbosa en el valle del Kinzig.

### Molino de los Vögeles
El Molino de los Vögeles (Vögeles Mühle, Vögele es el apellido de los propietarios) en el barrio Niederbach de Steinach es un monumento cultural del año 1835 que estaba en funcionamiento hasta 1966. Entre 1989 y 1993 fue restaurado.

## Puntos de interés en Welschensteinach

### Museo Regional
El Museo de la Localidad y Almacén Agrícola (Heimatmuseum und Bauernspeicher) es un pequeño museo inaugurado en 2002 en un viejo almacén de una granja que fue construido en el siglo XVIII y restaurado en 2001.

### Iglesia de San Pablo y San Pedro
La iglesia de San Pablo y San Pedro (Peter und Paul) está ubicada en la falda del Monte de la Iglesia (Kirchberg). Es un edificio románico construido en 1771, mientras que la torre es en parte todavía del siglo XII y XIII.